# Socha svatého Venancia
Pískovcová socha svatého Venancia představuje příklad lidové kamenosochařské práce 1. poloviny 18. století od neznámého umělce. Socha se nalézá u silnice spojující městečko Smidary s vesnicí Smidarská Lhota v okrese Hradec Králové. Socha je od 2.6.2008 chráněna jako nemovitá kulturní památka ČR. 

## Popis
Socha sestává z podstavce a samotné sochy svatého Venancia. Kvádrový podstavec o výšce cca 180 cm je opracován do podoby skály. V horní polovině pilíře na jeho čelní stěně je rozvinutá stuha s nápisem tesaným humanistickou majuskulou "DIVUS VENANTIVS CONTRA CASVM PATRONVS Die II. M. Novemb". 
Pod stuhou je na čelní stěně skály ztvárněn reliéf lví hlavy s tlapami. Lví hlavy s tlapami jsou ztvárněny také na čelních nárožích pilíře, kde svými tlapami přidržují stuhu. 
Samotná socha světce v životní velikosti stojí na pilíři ztvárněném rovněž jako skála, která je při pravé noze světce zvýšena. Lvi na podstavci napovídají, že se jedná o Venancia Tourského. Světec má pravou nohu pokrčenou, opírá se o skálu, levou nohu má nataženou. Světcovy ruce jsou v loktech pokrčeny, v úrovni pasu drží rozevřenými dlaněmi atribut – románský kostel s věží a menším poutním kostelíkem. O světcovo tělo se opírá žerď s polorozvinutým praporem s reliéfem latinského kříže, žerď má žaludové hroty. Hlava světce je prostovlasá s drátěnou gloriolou bez hvězd. Světec je oděn v řasnatém rouchu. 
Původně byl pilíř se sochou oplocen, z oplocení se dochovaly pouze tři pískovcové pilířky. 